# Nguyễn Thị Tâm Chính
Nguyễn Thị Tâm Chính (sinh ngày 23 tháng 07 năm 1945) là nghệ sĩ xiếc nổi tiếng với tiết mục "Cô hàng giải khát". Bà là giám đốc nữ đầu tiên của Liên Đoàn Xiếc Việt Nam từ năm 1987 đến 2004. Bà được nhận danh hiệu Nghệ sĩ nhân dân vào đợt 4 năm 1997.

## Tiểu sử và sự nghiệp
Nguyễn Thị Tâm Chính sinh ngày 23 tháng 7 năm 1945 tại xóm chợ Đầm, xã Xuân Thiên, huyện Thọ Xuân, tỉnh Thanh Hóa.
Năm 14 tuổi, bà đi theo gánh xiếc của ông Tạ Duy Hiển ra Hà Nội.
Bà được nhiều lần vinh dự được biểu diễn cho chủ tịch Hồ Chí Minh xem.
Tiết mục "Cô nàng giải khát" cũng được biểu diễn và nhận nhiều giải thưởng cao tại nhiều liên hoan xiếc trên thế giới. Tâm Chính là giám đốc nữ đầu tiên của Liên đoàn Xiếc Việt Nam từ năm 1987 đến 2004. Hiện nay bà là chủ tịch Liên chi Hội Xiếc Việt Nam.
Bà được nhà nước trao tặng danh hiệu Nghệ sĩ ưu tú năm 1988, Nghệ sĩ nhân dân năm 1997 và là nữ nghệ sĩ xiếc duy nhất nhận được danh hiệu nghệ sĩ nhân dân từ trước đến nay.

## Đời tư
Năm 1970, bà kết hôn với nghệ sĩ xiếc Lê Thể là người Thái gốc Việt. Hai ông bà đều theo nghề xiếc. Cả gia đình bà từ con trai, con dâu, con gái, con rể đều là diễn viên xiếc nổi tiếng.